# Graciela Jiménez
Graciela Jiménez es una compositora que nació en Córdoba (Argentina) en 1965 y reside en Granada (España). Ha destacado en diversos ámbitos, como el jazz, la música de cámara y el arte multidisciplinario.

## Biografía
Graciela Jiménez nació en Córdoba, Argentina. Estudió piano en el Conservatorio Superior de Música Félix T. Garzón, de su ciudad natal y composición en la Escuela de Artes de la Universidad Nacional de Córdoba. En 1989, se trasladó a España y continuó sus estudios de composición y piano en el Real Conservatorio Superior de Música Victoria Eugenia de Granada, donde obtuvo el Premio Extraordinario en piano.
Ha compuesto obras para piano, voz, agrupaciones de cámara, ensemble de jazz, banda de vientos y para orquesta. Su música ha sido interpretada en España, Argentina, Estados Unidos, México, Italia, Francia, Grecia, Gran Bretaña y Alemania. Ha grabado varios álbumes como compositora y pianista, y ha compuesto las bandas de sonido de varios proyectos audiovisuales. Su trabajo está comprometido con otras formas de arte y con la creación multidisciplinaria, incluyendo poesía, fotografía y artes visuales.
Además de su actividad creativa, ha ejercido la docencia, desde 2006, en instituciones oficiales dependientes del Gobierno Regional de Andalucía.

## Discografía[2]
- Hilando Cielos: Hablo del Sur (Big Bang, 1992);

- Garuando (Satchmo Jazz, 2000);

- Citas y collages (Hilando Cielos Records, 2012);

- Amor Oscuro (Hilando Cielos Records, 2013);

- Mediterráneo (CD catálogo de Exposición. Universidad de Granada, 2014);

- El color del tiempo (Club del Disco, 2018);

- Obras para piano. Obras para piano y cello (Naxos, 2018).[3][4]

## Música original para audiovisuales
- La Alhambra o el poder de la creación (Patronato de la Alhambra y el Generalife, 1999);[5][6]

- Los pantanos de Zanzíbar, de Tod Browning (2009);[7][8]

- Tronco sin ramas, video-arte del fotógrafo Antonio Arabesco (2014);[9]

- Visual Agnosia, video-arte de Antonio Arabesco (2014).[10]

## Proyectos multidisciplinares
- El resplandor de un rayo, en la Biblioteca Provincial de Andalucía (2013);[11]

- Amor Oscuro, drama lírico lorquiano (2016);[12]

## Menciones en la crítica especializada
- “Los pentagramas de Graciela son un ritual de paso y de amor por Lorca, Ajmátova, Pizarnik, el surgimiento de un humanismo real para dar con las palabras de los poetas y desentrañarlos en el espacio del pentagrama”[13]

- "En este caso Graciela hace de lo místico un pentagrama que nace de su esternón como lo mejor de ella misma, soñando con ese milagro que decía Baudelaire: de una prosa poética y musical que se adaptara a los movimientos líricos del alma, a la ondulaciones del sueño, a los sobresaltos de la conciencia."[14]